# Голод в Казахстане (1919—1922)
Голод в Казахстане 1919—1922 годов — голод в Казахстане, точное количество погибших неизвестно. В результате резко выросшей смертности и массового бегства населения из голодающих районов население Казахстана сократилось почти на 1 млн человек: если в 1920 году на территории республики проживали 4781 тыс. чел., то в 1922 году - только 3796 тыс. человек.
Причиной голода 1919—1922 года на территории современного Казахстана был неурожай в разных регионах Советской России (см. Голод в Поволжье 1921—1922), в связи с чем Советской властью в январе 1919 года была повторно введена так называемая продразвёрстка в рамках действовавшей с 13 мая 1918 продовольственной диктатуры. Но по продовольственной развёрстке отнимался лишь излишек пшеницы, а у казахов оставался скот. Данная продразвёрстка была частью комплекса мероприятий, известных как политика «военного коммунизма». В заготовительную кампанию 1919-20 хозяйственного года продразвёрстка также распространилась на картофель, мясо, а к концу 1920 на все сельхозпродукты. Учитывая, что в Казахстане хлеба было мало, то большой упор был сделан на конфискацию скота у местного населения. Эти методы изъятия воспринимались местным населением как грабёж и вызывали рост недовольства, переходившего в вооружённые выступления. 
Стоит отметить, что ещё до начала централизованной продразвёрстки, в уже голодающих городах и армии формировались стихийные, никому не подчиняющиеся отряды, которые выбивали продовольствие из крестьян не считаясь с последствиями (в том числе - под видом официальных продотрядов). Это заставило начать упорядоченную продразвёрстку. Большую роль в формировании предпосылок для перегибов в продразвёрстке, сыграл чехословацкий корпус, лишивший большевиков контроля над частью железных дорог, и не позволивший подвозить продовольствие из благополучных регионов в голодающие. Бои красных с Колчаком, Деникиным и Врангелем также препятствовали этому. В силу этого нормы развёрстки были увеличены.
Кроме того, жестокая засуха 1921 года не только погубила массу посевов и вполовину снизила урожайность остальных, но и привела к высыханию степных пастбищ.
Также ситуация усугублялась нашествием саранчи на оставшиеся пастбища и посевы. А разруха и безвластие гражданской войны мешали быстрому и эффективному решению проблем. Которые, в свою очередь, осложнялись масштабами бедствия - согласно данным официальной статистики, всего, вместе с пострадавшими районами КССР, голод в те годы охватил 35 губерний, сильно пострадали Самарская, Саратовская губернии, голод охватил Поволжье, Южную Украину, Крым, Башкирию, частично Приуралье и Западную Сибирь.

## Исследования учёных-историков
Кандидат исторических наук Алексеенко Александр Николаевич в своей научной работе на соискание докторской степени «Сельское население Казахстана. 1920—1990 гг.» исследовал динамику численности, национальный состав, миграционное и естественное движение сельского населения Казахстана. На основе анализа большого круга архивных и опубликованных источников определил основные тенденции развития сельского населения республики. Рассмотрел такие закрытые ранее проблемы, как демографические последствия голода начала 1920-х и 1930-х годов, массовые переселения в Казахстан в 1920-30-е годы, депортация репрессированных народов в 1930-40-е годы, освоение целины и другие .
Историк Мусаев Б. А. в своей работе на соискание учёной степени кандидата исторических наук «Голод в первой половине 20-х годов XX века в Казахстане: исторический, социально-политический анализ» исследуя социально-политические процессы, происходившие в первой половине 1920-х годов осветил причины, масштабы и последствия голода 1919—1922 годов и 1932—1933 годов. Проанализировал социально-политическую, экономическую ситуацию 1921—1922 гг. Определил социально-экономические и демографические последствия голода. Дал оценку деятельности органов власти, раскрыл их взаимоотношения с центром и периферией в обустройстве государственных структур, в ликвидации последствий бедствия. Установлены последствия массового голода в 5 губерниях КазАССР, демографические изменения состава населения, аграрно-продовольственные, хозяйственно-экономические потери, влияние на здоровье и смертность людей. Показаны оптимальные пути борьбы с всенародным бедствием, гуманитарной катастрофой в жизни народа. Продовольственная проблема вкупе со становлением нового государственного устройства отнесена к глобальным проблемам мирового развития. 
Историк Малышева Мария Прокопьевна в своей диссертационной работе на соискание докторской степени доктора исторических наук «Казахи в Сибири в период демографических кризисов (1919—1934 гг.)» исследовала историю борьбы на выживание крупной группы казахского народа, оказавшейся в Сибири вне своей республики в 1920-30-е годы. Она исследовала последствия для казахского народа демографических кризисов: голода 1921—1922 годов и голода 1930—1934 годов. Осветила карательную политику сталинского режима: подавление крестьянских выступлений против выкачки продовольствия, раскулачивание, репрессии. Рассмотрела влияние контактов русского населения Сибири с казахской диаспорой, казахами-беженцами в спасении казахского этноса.

## Писатели и публицисты о голоде 1919—1922 года
Главный редактор литературного журнала «Простор» Валерий Федорович Михайлов:

…Ещё один момент. Почему-то когда мы говорим про голод в степи, то сразу подразумевается голод 30-х годов. А ведь в Казахстане это был второй голод. Первый был в 1919—1922 годах. Поэтому когда исследователи будут заниматься этой проблемой, должны её разделить на первый и второй периоды.
Первый голод тоже был страшным. Он больше коснулся южного региона, хотя в той или иной мере пострадали все жители Казахстана. Если в 30-х годах по различным оценкам погибло от 1,5 до 2 миллионов человек, то в первый голод — около одного миллиона человек. Так что казахи, действительно, за каких-то 10—15 лет лишились около половины населения. Мировая история не знает трагедии подобного масштаба. И каждый казах просто обязан знать, помнить об этой трагедии…. 
Мустафа Шокай — казахский общественный, политический деятель и публицист, эмигрант, писал в книге «Туркестан под властью Советов. К характеристике диктатуры пролетариата» (цит. по журналу «Простор». 1992. № 9-10. с.101-112):

…Ещё одна выдержка из книги того же Рыскулова. На этот раз речь пойдёт о неслыханной нигде в мире «голодной политике» советской власти в отношении коренного населения Туркестана. Говоря о голоде среди туземного населения, в частности среди казахского, Турар Рыскулов свидетельствует, что один «из заслуженных руководителей Октябрьского переворота в Туркестане Тоболин на заседании Туркестанского Центрального Исполнительного Комитета заявил прямо, что киргизы (казахи), как экономически слабые с точки зрения марксистов всё равно должны будут вымереть. Поэтому для революции важнее тратить средства не на борьбу с голодом, а на поддержку лучше фронтов» (см. предисловие, стр. XII). [А кочевников переводить к более продуктивным формам хозяйствования, чтобы не допустить их вымирания]. «Количество умерших от голода (мусульман), говорит Рыскулов (стр.77), исчисляется в огромных размерах…» Но цифр он не приводит. Советские источники (1919) называли кошмарную цифру в один миллион сто четырнадцать тысяч (1 114 000). Таков наш национальный пассив от московской «национально-освободительной политики». А вот «советский актив». — Можно сказать, пишет Т. Рыскулов на стр.77, что погибшие люди спасли советскую власть, так как если бы они, эти миллионы голодающих… пришли и потребовали своей доли, то они не оставили бы камня на камне и перевернули бы всё… Поэтому приходится признаться, что хотя мы их и не накормили, но они спасли общее положение… Я бы хотел спросить у французских коммунистов: такой же ли точно политики они будут держаться (если, к несчастью Франции, они оказались бы у власти) в отношении сирийцев, марокканцев, индокитайцев и др. «с марксистской точки зрения экономически слабых» народов? А сириец Али-Мира захочет ли, чтобы будущая советская власть в Сирии утвердилась, благодаря гибели сирийской бедноты, на трупах сирийских крестьян? Ещё два-три свидетельских показания о колонизаторском, национально угнетательском характере советской власти в Туркестане.

Например: — В Перовске (ныне Кзыл-Орда) сидел самодержец Гержот. От него откочевал целый народ — киргизы (казахи). При этом откочевании вымерло около одного миллиона человек. Знаете, где это написано? Не думайте, г. Мазони, что так пишет «газета капиталистической Франции». Нет. Это было напечатано на столбцах безукоризненно правдивой в ваших глазах московской «Правды» в номере 133 от 20 июня 1920 г. Зиновьев ещё в то время, когда он был признанным главою 3-го Интернационала, на памятном Съезде Народов Востока в Баку (сентябрь 1920), вынужден был признать, что агенты советского правительства в Туркестане «обижают туземных крестьян, отнимают у них землю, смотрят на них как на низшую расу» (см. стенографический отчёт съезда, стр. 227)… 

## Организация помощи голодающим
После проблем с эвакуацией голодающих - в силу разрухи и занятости эшелонов транспортировкой беженцев из других районов, властями КССР, входившей тогда в состав РСФСР в качестве автономии, было организовано общественное питание для голодающих через столовые и питпункты, в которых можно было получить горячую пищу. Отмечалось, что в степных районах это было сделать трудно, поэтому там выдача продпайка проводилась в «сухом виде». Всего в губерниях КССР было организовано 1301 питпунктов и столовых с пропускной способностью 213 289 человек в сутки.
Продовольствие для столовых и пайков собиралось разными путями: это был и сбор внутригубернских налогов, процент отчислений от пайков рабочих и служащих, пожертвования.
На примере Актюбинской области видно, как в 1921 году изыскивали деньги на борьбу с голодом. Там вводилось:

1. Обложение налогами промышленных предприятий (до введения общегражданского налога).
2. Налоги на всевозможные игры.
3. Двухпроцентное отчисление с кооперативных организаций при производстве товарообмена.
4. Ежемесячное отчисление в пользу голодающих из жалования служащих и рабочих.
5. Получались средства от устройства спектаклей и вечеров.
6. Организация в голодных волостях столовых. В киргизских волостях и русских, где нельзя будет открыть столовые, продукты будут выдаваться на руки.
7. Произведено прикрепление голодных волостей Петропавловского уезда к благополучным, путем разбивки уезда на 4 района. Также прикрепление производится и в остальных уездах губернии.
8. Был сделан призыв к населению губернии о пожертвовании скотом и сырьем. Результаты, нужно ответить, удачные. В Акмолах - 40 голов.
9. Открыты столовые: в Петропавловске – 3 на 400 человек (специально для киргизов - 300), в Акмолинске – на 250, Атбасаре – 300, Кокчетаве – 600. Всего на 5150 человек.

Источник: Отчет в РКП(б) Киргизское бюро, Оренбург, 7 октября 1921 года.
К голодающим губерниям «привязывались» более благополучные, которые должны были помочь с питанием. Так Туркестанская республика, Украина и Бухара дали для КССР свыше 310 тысяч пудов продуктов. «Особенно энергично была получена помощь из Курска, а также из Рязани». Кроме того, внутри голодающих губерний собирались продукты по внутреннему налогу – так было собрано больше 33 тысяч пудов хлеба, 196 тысяч пудов мяса, отчисления от заработка рабочих и служащих дали 82 тысяч пудов продуктов и 5 млн 750 тысяч рублей. Денежные средства давал так же и Центр – 7 млн 420 тыс рублей. Была организована Республиканская голодная лотерея, которая принесла 12 млрд рублей. Так же обсуждалось введение налога на роскошь. Однако, своевременное получение продуктов было связано с трудностями из-за снежных заносов. В отчетах отмечается, что в крупных городах норма питания хуже, чем в уездах.
В Уральской губернии функционировал врачебно-питательный отряд Украины и Крыма, отпускавший 4000 пайков ежедневно.
Помощь голодающему населению Казахстана оказывали заграничные и другие организации. Наиболее крупной являлась АРА — Американская администрация помощи, организованная в 1919 году по поручению президента Америки Вудро Вильсона для помощи голодающим странам Европы. В 1921 году писатель Максим Горький написал письмо в АРА с просьбой помочь России, часть полученной помощи была направлена в КССР (а также в другие пострадавшие регионы).
С середины ноября 1921 по ноябрь 1922 года в Казахстане АРА раздала населению около 125 вагонов муки, риса, сала, какао, сахара, молока, бобовых, кукурузы, мыла. А также 10 тысяч костюмов, 9 вагонов медикаментов (это были невостребованные военные запасы), 4750 одеял, 2712 простыней, 4750 полотенец.
Указывается, что стоимость общей помощи – 500 млрд. рублей. В марте 1922 года местный аппарат АРА насчитывал около 6 тысяч сотрудников, их содержание в том же месяце обошлось в 340 млн рублей. Всего же полпроцентра общей стоимости помощи ушло на нужды деятельности аппарата АРА.
Деятельность АРА в цифрах на 15 июня 1922 года: по Оренбургской, Актюбинской, Уральской Кустанайской, Букеевской губерниям – открыты столовые для раздачи горячей пищи 1549 детям. В сутки выдается 297 759 пайков детям. Одето 41 684 детей по Оренбургской и Актюбинской губерниям. В Оренбургской и в Актюбинской губерниях выдается 533 543 пайков взрослым. По всей республике выдано 585 322 пайка, в число которых входят горячие обеды – 17 780 – их раздают в больницах, домах отдыха, местах лишения свободы. Все больницы получили одеяла, медикаменты, белье, полотенца, была устроена аптека, стрижка детей.
Помогал голодающим МЕРАБКОМПОМГОЛ при Коминтерне, получавший свои средства от рабочих заграничных фабрик и пожертвований в пользу голодающих России, в тч - в КССР, он выдавал пайки в первую очередь рабочим.
Продовольственную помощь голодающему населению КССР оказывали и квакеры, отправившие в Кустанайскую губернию 60 вагонов хлеба. Заграничным организациям предоставлено право безвозмездной перевозки продуктов по железным дорогам, предоставление авто и гужевого транспорта, помещений и складов, охрана грузов, оборудование и обслуживание питпунктов, бесплатное пользование телеграфной и телефонной связью. Во внутренних циркулярах сообщается, что все это, конечно, дорого, но другого выхода нет.
Католическая миссия «Помощь Папы Римского» передала республике продукты и мануфактуру. В 1923 году католическая миссия выдавала питание 20 тысячам человек, АРА — 17 850. Американский еврейский объединённый распределительный комитет (Джойнт) отпускал средства на ремонт детских учреждений в Казахстане, а Межрабпромросс взял шефство над 13 детскими домами Оренбургской и Акмолинской губернии. Знаменитый исследователь Нансен передал для казахстанских детей 4052 ящика консервов, сухари и две передвижные амбулатории с медикаментами.
В степи было открыто 49 столовых, 17 амбулаторий и 3 больницы.
Продовольственная и медицинская помощь Красного Креста распространялась на Оренбургскую, Актюбинскую, Кустанайскую и Букеевскую губернии. «Работа ведется главным образом среди киргизского населения в аулах и кочевках. Перевозка грузов производится караванным путем. На питание принимаются беременные женщины, дети до 14 лет и вообще голодающие по спискам Помгол и сельсоветов. По линии Красного Креста питание получают около 14 тысяч человек», — сообщалось в отчетах.